# Chesterfield & District Amateur League
Chesterfield & District Amateur League var en engelsk fotbollsliga baserad i Chesterfield, grundad 1918. Den hade en division som låg på nivå 12 i det engelska ligasystemet.
Ligan var en matarliga till Central Midlands Football League.

## Mästare
| Säsong  | Premier Division     |
| ------- | -------------------- |
| 2002/03 | Boot & Shoe          |
| 2003/04 | Boot & Shoe          |
| 2004/05 | Duckmanton Community |
| 2005/06 | Three Horseshoes     |
| 2006/07 | Whaley Thorns        |
| 2007/08 | Clowne Rovers        |
| 2008/09 | Cricketers           |
| 2009/10 | Three Horseshoes     |
| 2010/11 | All Inn              |

### Webbkällor
Den här artikeln är helt eller delvis baserad på material från engelskspråkiga Wikipedia, Chesterfield and District Amateur League, 30 april 2014.